# 坂ノ睦
坂ノ 睦（ばんの むつみ）は、日本の漫画家。愛知県大府市出身。女性。大垣女子短期大学卒。

## 略歴
2008年、『少年サンデー超』にて『丘の上+X』を掲載。2009年、『ゲッサン』創刊号にて『忍びの国』のコミカライズ版を連載開始。2012年、『ゲッサン』にて『あやしや』を連載開始。2020年、『ゲッサン』にて『明治ココノコ』を連載開始。2023年完結。

## 受賞歴
- 大地の足（スクウェア・エニックスマンガ大賞、第4回 特別大賞）[要出典]
- ざんぶとふわり（まんがカレッジ、2006年9・10月期 入選[1]）

## 作品リスト

### 連載
- 忍びの国（原作：和田竜、『ゲッサン』2009年6月号 - 2011年3月号、全5巻） - 連載デビュー作[1]。
- あやしや（『ゲッサン』2012年3月号 - 2017年6月号、全10巻） - 初のオリジナル連載作品[1]。
- 明治ココノコ（『ゲッサン』2020年6月号[7] - 2023年7月号、全5巻）

### 読切
- 大地のアシ（『ガンガンパワード』2004年夏季号）
- ざんぶとふわり（『少年サンデー超』2007年3月25日号） - デビュー作[1]。
- 丘の上+X（『少年サンデー超』2008年1月25日号）
- とある塔にて（『ゲッサン』2009年6月号別冊付録）

## 関連人物

### 師匠
- 艶々[要出典]

### アシスタント
- 瀬戸ミクモ[要出典]